# Stade Pierre-Pibarot
 (septembre 2024).
Le stade Pierre Pibarot est un stade de football situé à Alès en France. Il est utilisé pour les matchs à domicile de l'Olympique d'Alès en Cévennes qui évolue en National 3. Le stade porte le nom de Pierre Pibarot, l'entraîneur de l'Olympique Alésien de 1945 à 1950 qui a mené le club au titre de champion de deuxième division en 1947, lui permettant ainsi de jouer deux saisons en première division.

## Histoire du stade

### Construction et inauguration du stade (1933-1947)
Le stade est construit en 1933 par la ville d'Alès et est inaugurée la même année. À son inauguration, le stade est un vélodrome, il dispose d'un vélodrome et d'une tribune en bois. Il est nommé à son inauguration "Stade Municipal de la Prairie".

### Première extension pour la Division 1 (1947-1956)
Lors de la saison 1947/1948, le stade accueille les premiers matchs de l'OAC en 1ère division et accueille 6 000 spectateurs en moyenne à chaque match. À la suite de cette montée, le vélodrome est détruit et une tribune qui longe tout le terrain est construite par la ville. Cette tribune en métal à 13 niveaux est couverte par un toit soutenu par 13 piliers. L'année suivante, le complexe est développé par la création d'un terrain annexe et de terrains de tennis. En 1950, des gradins en béton de 8 niveaux sont construits derrière un but. Ceci sont contrairement à certains stades, pas construit sur une butte en terre, mais directement construit sur un terrain plat. Cette même année, 17 780 spectateurs s'amassent dans le stade pour assister au derby entre l'Olympique d'Alès, le club local et le Nîmes Olympique pour un match de Division 2 remporté par les locaux. En 1956, une piste d'athlétisme est aménagée sur le terrain principal, lui donnant de nouveau, la fonction de stade omnisport. Après cette rénovation, le stade dispose désormais de 3 tribunes et sa capacité est de 15 000 places.

### Peu de changements (1956-1963)
Le stade, après cette rénovation évolue peu, il accueille deux nouvelles saisons de l'OAC en Division 1, en moyenne, le stade accueillit 6 500 spectateurs lors de la saison 1957/1958 et 4 650 lors de la relégation en 1958/1959. En 1961, le premier éclairage du stade est installé. Cette éclairage consiste en l'installation de 4 projecteurs au 4 coins du terrain. Même si le stade évolue peu, l'OAC joue se matchs de championnats professionnels, Division 1 et 2.

### Reconstruction du complexe sportif (1963-1965)
En 1963, le terrain annexe et les terrains de tennis sont rasés. La ville reconstruit tous ses terrains, deux ans plus tard. Le complexe sportif est reconstruit et dispose dès lors d'un terrain annexe comportant une piste d'athlétisme, d'un terrain de handball et toute la côte est aménagée par le biais d'une route.

### Aucune évolution, records d'affluence (1965-1990)
En 1969, la tribune en bois qui était partiellement couverte, est totalement couverte pour améliorer le confort des spectateurs. L'année suivante, le record d'affluence du stade est atteint lors d'un match de coupe de France en 1970 entre le Nîmes Olympique et l'Olympique de Marseille qui accueillit 18 050 personnes. Durant ce temps, le quartier au tour du stade se développe par la construction de plusieurs bâtiments. En 1980, le "Stade municipal de la Prairie" est renommé en "Stade Pierre Pibarot", figure historique du club qui l'a entraîné lorsque le club était en Division 2. Lors d'un autre match de coupe de France en 1987 opposant lors des demi-finale l'Olympique d'Alès en Cévennes de Léonce Lavagne aux Girondins de Bordeaux d’Aimé Jacquet, le stade accueille 17 000 spectateurs pour ce match, un match aller au score de parité assez spectaculaire de 2 - 2.
En 1990, l'équipe de France espoir y joue contre la RFA espoir dans le cadre d'une rencontre amicale.

### Construction d'une nouvelle tribune (1990-1992)
En 1990, la tribune "Ouest" en bois, construite en 1933 lors de la construction du premier stade, devient trop vétuste. Elle est détruite en 1990 et une nouvelle tribune couverte de 3 680 places assises est construite à sa place. Inaugurée en 1992, elle dispose de 3 680 places avec des sièges sont blancs et bleus et forment au milieu le lettrage « Alès en Cévennes » et comporte plusieurs locaux dont 4 vestiaires pour les joueurs et 2 vestiaires pour les arbitres. À la suite de cette construction, la piste d'athlétisme, présente sur le stade depuis 1956 est détruite.

### Fin du professionnalisme de L'OAC, réhabilitation du stade (1992-2006)
Durant cette période, le stade n'attire plus à la suite des difficultés successives de l'OAC, retour au niveau amateur, rétrogradation en Division d'Honneur. Le complexe évolue beaucoup, le terrain annexe est détruit et un terrain plus petit est construit sur une partie de celui-ci, une piscine est construite sur l'autre partie de l'ancien terrain. Entre 2005 et 2007, la tribune "Est", construite en 1947, pour accueillir la Division 1 est détruite car plus aux normes. La tribune construite en acier était devenue dangereuse pour les supporters et le stade était inadapté à l'utilisation qui lui est faite à ce moment-là.

### Renouveau de l'OAC, développement du complexe (depuis 2006)
La tribune détruite laisse place à une friche qui restera durant plusieurs années, un espace vide jusqu'à qu'une nouvelle salle de sport y soit construite durant les années 2010. Le lieu est aujourd'hui un important complexe sportif car en plus du stade et de la salle de sport, il y a une piscine et une patinoire. À la suite du retour de l'OAC au niveau national avec un véritable projet, atteindre la National 1 d'ici plusieurs années, le stade revit et le public revient en nombre assister aux matchs de l'OAC. Depuis cela, le stade a accueilli plusieurs grosses affiches, OAC-AS Monaco en 2011 devant 4 000 spectateurs, OAC-Nîmes devant 3 000 personnes et  OAC-Montpellier en 16e de finale de la Coupe de France 2020-2021, à huis clos à cause des restrictions sanitaires. La capacité du stade se réduit aujourd'hui aux 3 680 places de la tribune d'honneur principale

## Affluence

### Record d'affluence
Le record d'affluence du stade est atteint lors d'un match de coupe de France en 1970 entre le Nîmes Olympique et l'Olympique de Marseille qui accueillit 18 050 personnes.
Le record du club local est de plus de 17 000 personnes lors d'un autre match de coupe de France en 1987 opposant lors des demi-finale l'Olympique d'Alès en Cévennes aux Girondins de Bordeaux (2-2).
| Rang | Spectateurs | Compétition     | Rencontre                                | Date |
| ---- | ----------- | --------------- | ---------------------------------------- | ---- |
| 1    | 18 050      | Coupe de France | Nîmes Olympique - Olympique de Marseille | 1970 |
| 2    | 17 780      | Division 2      | Olympique d'Alès - Nîmes Olympique       | 1950 |
| 3    | 17 000      | Coupe de France | Olympique d'Alès - Girondins de Bordeaux | 1987 |
| 4    | 13 728      | Division 2      | Olympique d'Alès - Thionville FC         | 1980 |
| 5    | 13 185      | Division 1      | Olympique d'Alès - Nîmes Olympique       | 1958 |
| 6    | 12 000      | Coupe de France | Paris SG - Montpellier HSC               | 1985 |
| 7    | 12 000      | Coupe de France | Olympique de Marseille - La Paillade     | 1977 |
| 8    | 12 000      | Division 2      | Olympique d'Alès - CS Sedan              | 1955 |
| 9    | 11 000      | Division 2      | Olympique d'Alès - Nîmes Olympique       | 1949 |
| 10   | 10 082      | Division 2      | Olympique d'Alès - AS Saint-Etienne      | 1986 |

### Evolution de la capacité
| Année | Nombre de places     | Nombre de places assises |
| ----- | -------------------- | ------------------------ |
| 1933  | 2 700 places assises | 2 700 places assises     |
| 1947  | 10 000 places        | 6 700 assises            |
| 1950  | 15 000 places        | 6 700 assises            |
| 1989  | 12 000 places        | 6 700 assises            |
| 1992  | 12 000 places        | 7 680 assises            |
| 2007  | 7 080 places         | 3 680 assises            |
| 2023  | 3 680 places assises | 3 680 places assises     |

### Autres matchs de football
L'équipe de France espoirs y dispute une rencontre amicale contre la RF Allemagne en février 1990 (0-1).